# Salomé Dewaels
Salomé Dewaels (* 1995/1996 in Brüssel) ist eine belgische Filmschauspielerin.

## Leben
Dewaels war zunächst nicht daran interessiert, Filmschauspielerin zu werden, interessierte sich jedoch schon als Kind für das Theater. Ihre beiden Schwestern besuchten regelmäßig Theaterworkshops und Dewaels begleitete sie und nahm im Alter von acht bis 14 Jahren selbst an wöchentlichen Workshops teil und absolvierte Theater- und Filmpraktika. Ihre Schwiegermutter meldete sie im Alter von 15 Jahren zu ersten Castings für Studentenfilme an und Dewaels spielte ihre erste Hauptrolle 2012 im Kurzfilm Billie. Der Studentenfilm von Delphine Girard entstand am Institut Supérieur des Arts (INSAS). Im Jahr 2013 folgte ihr erster professioneller Kurzfilm Après 3 minutes unter der Regie von Dimitri Linder.
Dewaels studierte von 2013 bis 2016 Schauspiel an der Académie d’Ixelles und schloss das Studium mit dem Certificat d’Enseignement Secondaire Supérieur (CESS) ab. Mit Une mère und Das Ende ist erst der Anfang übernahm sie 2015 und 2016 erste Nebenrollen in Kinofilmen. Im Jahr 2017 war sie in neun Folgen der Webserie Lucas etc. in der Rolle der Mélodie zu sehen. Weitere Kurz- und Langfilme folgten. Ihren Durchbruch als Schauspielerin hatte Dewaels 2021 mit der Literaturverfilmung Verlorene Illusionen von Xavier Giannoli, in der sie die Rolle der Theaterschauspielerin Coralie übernahm. Bei der Premiere des Films auf den Internationalen Filmfestspielen von Venedig im September 2021 sorgte Dewaels Dior-Kleid mit durchsichtigem Oberteil für großes Aufsehen. Dewaels wurde für ihre Rolle für einen Magritte und einen César als Beste Nachwuchsdarstellerin nominiert. An der Seite von Clotilde Courau und Thibault de Montalembert war Dewaels im September 2021 in der Fernsehserie L’absente zu sehen, in der sie die junge Alex mit Gedächtnisverlust spielte, die einem vor elf Jahren verschwundenen Mädchen aus Dünkirchen ähnelt.

## Filmografie
- 2012: Billie (Kurzfilm)
- 2013: Après 3 minutes (Kurzfilm)
- 2014: Vertiges (Kurzfilm)
- 2015: Une mère
- 2016: Das Ende ist erst der Anfang (Les premiers les derniers)
- 2017: J’te l’avais dit (Kurzfilm)
- 2017: Rattrapage
- 2017: Good Favour
- 2017–2018: Lucas etc. (TV-Serie, neun Folgen)
- 2018: Mayla (Kurzfilm)
- 2018: Pour vivre heureux
- 2019: Plaqué or (Kurzfilm)
- 2020: Freudenmädchen (Filles de joie)
- 2021: Verlorene Illusionen (Illusions perdues)
- 2021: L’absente (TV-Serie, elf Folgen)
- 2021: La pote d’un pote (Kurzfilm)
- 2025: Nino

## Auszeichnungen
- 2022: César-Nominierung, Beste Nachwuchsdarstellerin, für Verlorene Illusionen
- 2022: Magritte-Nominierung, Beste Nachwuchsdarstellerin, für Verlorene Illusionen